# 殼牌廣場一號
殼牌廣場一號（One Shell Plaza）是位於美國休士頓的一座摩天大樓，高218公尺、50層樓，於1971年完工。殼牌廣場一號是英國石油公司殼牌的美國子公司殼牌石油的總部，由SOM建築設計事務所設計、建造。1971年完工時，殼牌廣場一號是休士頓最高的建築物，以及密西西比河以西的第二高樓，僅次於加利福尼亞街555號。